# Nylandtia
Nylandtia es un género de plantas con flores perteneciente a la familia  Polygalaceae. Comprende dos especies.

## Especies seleccionadas
- Nylandtia scoparia
- Nylandtia spinosa

## Sinónimo
- Mundia.